# Cuatro (instrumento musical)
O cuatro é um instrumento da família da guitarra (no Brasil, violão).
É utilizado em toda a América Latina, mas adquire um papel relevante nos grupos musicais de países como Porto Rico, Colômbia e Venezuela, onde o instrumento faz parte do folclore e acompanha as danças e canções populares.

## Cuatro venezuelano

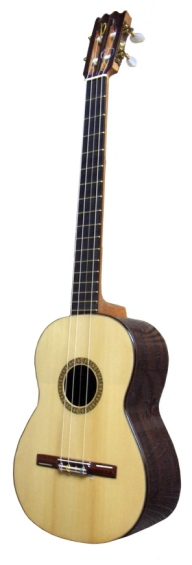
Cuatro venezuelano

O cuatro da Venezuela tem quatro cordas individuais de nylon, sintonizado (A4, D5, F#5, B4) ou (A3, D4, F#4, B3). É semelhante em forma e sintonia com o ukulele, mas seu caráter e técnica de execução são muito diferentes. Ele é ajustado de uma forma semelhante à afinação tradicional em ré do ukulele, mas o si é uma oitava inferior. Por conseguinte, os mesmos dedos podem ser usados para moldar os acordes, mas produzem uma transposição diferente de cada corda. Existem variações desse instrumento, com cinco  ou seis cordas.
Geralmente é interpretado dedilhando-se as cordas com a mão direita e formando os acordes com a mão esquerda. A afinação padrão não permite muitas saídas desse regime; por isso, às vezes, é necessário mudar o tom para alcançar novas possibilidades melódicas, como no caso do cuatro solista.
Em 2013, o cuatro foi declarado como Patrimônio Cultural da Venezuela, sendo considerado "como um elemento de integração das expressões, manifestações culturais e musicais que identificam a República Bolivariana da Venezuela e representam a nossa identidade cultural por seu amplo uso e aceitação na coletividade" .